# Halydaia norrisi
Halydaia norrisi là một loài ruồi trong họ Tachinidae.